# Niquero
Niquero è un comune di Cuba, situato nella provincia di Granma.